# I Will Illuminate
I Will Illuminate è un singolo dei Silverstein, pubblicato il 24 settembre 2013 assieme all'annuncio della ristampa dell'album This Is How the Wind Shifts, uscito il precedente febbraio. Lo stesso giorno il sito Revolvermag ha ospitato l'anteprima del lyric video della canzone, che è stata subito messa a disposizione come download immediato per chi preordinasse la riedizione dell'album su iTunes. Due giorni dopo la traccia è stata caricata anche sull'account Soundcloud della band.
Il chitarrista della band Paul Marc Rousseau ha realizzato per il sito Guitar World un video in cui spiega e mostra come suonare le parti di chitarra della canzone, come aveva fatto precedentemente per Stand Amid the Roar.

## Formazione
- Shane Told - voce
- Josh Bradford - chitarra elettrica
- Paul Marc Rousseau - chitarra elettrica
- Paul Koehler - batteria
- Billy Hamilton - basso

### Personale aggiuntivo
- Jordan Valeriote - produzione, ingegneria e mixaggio